# Herb Młynar
Herb Młynar – jeden z symboli miasta Młynary i gminy Młynary w postaci herbu, ustanowiony na podstawie uchwały z 30 marca 2017.

## Wygląd i symbolika
Herb przedstawia w polu błękitnym srebrne koło młyńskie a w nim złoty konar drzewa o sześciu gałęziach i sześciu liściach.
Jest to herb mówiący. Kolory w herbie symbolizują: srebro-biel – czystość, prawda, niewinność; błękit-lazur – czystość, lojalność, wierność; złoto-żółty – wiara, stałość, mądrość, chwała.